# Europees kampioenschap voetbal 2020 (Groep B) Rusland - Denemarken
Dit artikel gaat over de wedstrijd in de groepsfase in groep B tussen Rusland en Denemarken die gespeeld werd op maandag 21 juni 2021 op Parken te Kopenhagen tijdens het Europees kampioenschap voetbal 2020. Het duel was de 29ste wedstrijd van het toernooi.

## Voorafgaand aan de wedstrijd
- Rusland stond bij aanvang van het toernooi op de 38ste plaats van de FIFA-wereldranglijst.[1] Twintig Europese landen en negentien EK-deelnemers stonden boven Rusland op die lijst. Denemarken was op de tiende plaats terug te vinden.[2] Denemarken kende zes Europese landen en EK-deelnemers met een hogere positie op die lijst.
- Rusland en Denemarken troffen elkaar voorafgaand aan deze wedstrijd al één keer. In februari 2012 won Rusland met 0–2 in een oefenwedstrijd in Kopenhagen.
- Voor Rusland was dit haar zesde deelname aan een EK-eindronde en de vijfde op rij. Op het EK 2008 bereikte Rusland de halve finales. Denemarken nam voor een negende maal deel aan een EK-eindronde en voor de eerste keer sinds het EK 2012. Op het EK 1992 kroonde Denemarken zich tot Europees kampioen.
- Eerder in de groepsfase verloor Rusland met 3–0 van België en won Rusland met 0–1 van Finland. Om zich te verzekeren van de tweede plaats in de groep, en dus een plaats in de volgende ronde, moest Rusland winnen, of gelijkspelen als Finland niet won België. Denemarken verloor met 0–1 van Finland en met 1–2 van België. Denemarken moest deze wedstrijd winnen om nog kans te maken op een plaats in de achtste finales.

## Wedstrijdgegevens[3]
| Datum                  | 21 juni 2021                                                                                              | 21 juni 2021                                                                                              |
| Aftrap                 | 21:00 uur                                                                                                 | 21:00 uur                                                                                                 |
| Wedstrijdnummer        | 29 | 29 |
| Stadion                | Parken, Kopenhagen                                                                                        | Parken, Kopenhagen                                                                                        |
| Toeschouwers           | 23.644 | 23.644 |
| Scheidsrechter         | Clément Turpin                                                                                            | Clément Turpin                                                                                            |
| Assistenten            | Nicolas Danos Cyril Gringore                                                                              | Nicolas Danos Cyril Gringore                                                                              |
| Vierde official        | Sandro Schärer                                                                                            | Sandro Schärer                                                                                            |
| Videoscheidsrechters   | François Letexier Jérôme Brisard (assistent) Benjamin Pages (assistent) Juan Martínez Munuera (assistent) | François Letexier Jérôme Brisard (assistent) Benjamin Pages (assistent) Juan Martínez Munuera (assistent) |
| Man van de wedstrijd   | Andreas Christensen                                                                                       | Andreas Christensen                                                                                       |
|                        | Rusland                                                                                                   | Denemarken                                                                                                |
| Doelpunten             | 1 | 4 |
| Gele kaarten           | 2 | 1 |
| Rode kaarten           | 0 | 0 |
| Wissels                | 4 | 5 |
| Schoten op doel        | 2 | 10 |
| Schoten naast doel     | 3 | 2 |
| Overtredingen          | 15 | 16 |
| Hoekschoppen           | 1 | 7 |
| Buitenspel             | 3 | 0 |
| Passnauwkeurigheid (%) | 71 | 82 |
| Balbezit (%)           | 39 | 61 |

| Rusland | 1 – 4          | Denemarken |
| Artjom Dzjoeba 70' (pen.) | goals (assist) | 38' Mikkel Damsgaard (Pierre Højbjerg) 59' Yussuf Poulsen 79' Andreas Christensen 82' Joakim Mæhle (Pierre Højbjerg)                                                                               |
| Stanislav Tsjertsjesov | bondscoach     | Kasper Hjulmand |
| Matvej Safonov Mário Fernandes Igor Divejev Georgi Dzjikija Fjodor Koedrjasjov 67' Daler Koezjajev 67' Magomed Ozdojev 61' Roman Zobnin Aleksej Mirantsjoek 61' Artjom Dzjoeba Aleksandr Golovin | opstellingen   | Kasper Schmeichel Andreas Christensen Simon Kjær Jannik Vestergaard 60' Daniel Wass Pierre Højbjerg 86' Thomas Delaney Joakim Mæhle 85' Martin Braithwaite 60' Yussuf Poulsen 72' Mikkel Damsgaard |
| Aleksandr Sobolev 61' Rifat Zjemaletdinov 61' Maksim Moechin 67' Vjatsjeslav Karavajev 67' | wissels        | 60' Jens Stryger Larsen 60' Kasper Dolberg 72' Christian Nørgaard 85' Andreas Cornelius 86' Mathias Jensen                                                                                         |
| Fjodor Koedrjasjov 28' Igor Divejev 75' | gele kaarten   | 57' Thomas Delaney |
| | rode kaarten   | |